# Аполлос (Ржаницын)
Епи́скоп А́поллос (в миру Аполлос Никанорович Ржаницын; 1 сентября 1872, село Слоботченское (ныне Ленский район, Архангельская область) — 14 сентября 1937, Моршанск, Тамбовская область) — епископ Русской православной церкви, епископ Моршанский.

## Биография
Родился 1 сентября 1872 года в селе Слободчиковское (ныне Ленский район, Архангельская область) в семье священника.
Окончил Вологодскую духовную семинарию (1893).
23 января 1894 года возведён в сан диакона.
16 января 1896 года возведён в сан иерея и назначен в приход Троицкой церкви села Подлесного Вологодской епархии.
Овдовел, пострижен в монашество.
19 декабря 1927 года хиротонисан во епископа Тотемского, викария Вологодской епархии в Москве в храме св. мученицы Ирины. Хиротонию возглавлял архиепископ Сильвестр (Братановский).
29 ноября 1929 назначен епископом Няндомским, викарием Вологодской епархии.  Скорее всего он не был допущен гражданскими властями к новому месту служения. В 1930-1931 годы проживал в Вологде в семье сына. Служил в нижнем, Христорождественском приделе храма Рождества Пресвятой Богородицы на Богородском кладбище, в то время как верхний храм занимали обновленцы. Фактически архиерей находился на покое. По воспоминаниям протоиерея А. Резухина, какое-то время «его поминали Тотемским, как викария».
11 августа 1931 года назначен епископом Архангельским и Холмогорским.
17 января 1933 года арестован в Архангельске, поскольку «оказывал помощь высланному в Северный край духовенству». В том же году приговорён к трём годам ссылки.
После окончания ссылки в 1936 году поселился в Вологде. Не служил, пел на правом клиросе.
С 2 февраля 1937 года — епископ Моршанский.
7 августа 1937 года арестован в Моршанске Воронежской губернии за «контрреволюционную деятельность». Виновным себя не признал.
14 сентября 1937 года тройкой при УНКВД по Воронежской области приговорён к высшей мере наказания — расстрелу. Расстрелян вместе с группой моршанского духовенства 21 сентября 1937 года.
Постановлением президиума Тамбовского областного суда от 14 мая 1960 года был реабилитирован.